# Villebougis
Villebougis ist eine französische Gemeinde mit 635 Einwohnern (Stand: 1. Januar 2022) im Département Yonne in der Region Bourgogne-Franche-Comté (vor 2016 Bourgogne). Villebougis gehört zum Arrondissement Sens und zum Kanton Gâtinais en Bourgogne (bis 2015 Chéroy). Die Einwohner werden Bogiciens genannt.

## Geographie
Villebougis liegt etwa neun Kilometer westlich des Stadtzentrums von Sens. Umgeben wird Villebougis von den Nachbargemeinden Brannay im Norden und Nordwesten, Saint-Sérotin im Norden, Nailly im Osten und Nordosten, Villeroy im Süden und Südosten, Fouchères im Süden sowie Saint-Valérien im Westen und Südwesten.

## Bevölkerungsentwicklung
| Jahr                       | 1881 | 1962 | 1968 | 1975 | 1982 | 1990 | 1999 | 2006 | 2013 |
| Einwohner                  | 609  | 343  | 295  | 313  | 292  | 404  | 466  | 583  | 614  |
| Quellen: Cassini und INSEE |      |      |      |      |      |      |      |      |      |

## Sehenswürdigkeiten

Kirche Saint-Nicolas

- Kirche Saint-Nicolas